# Oliweci

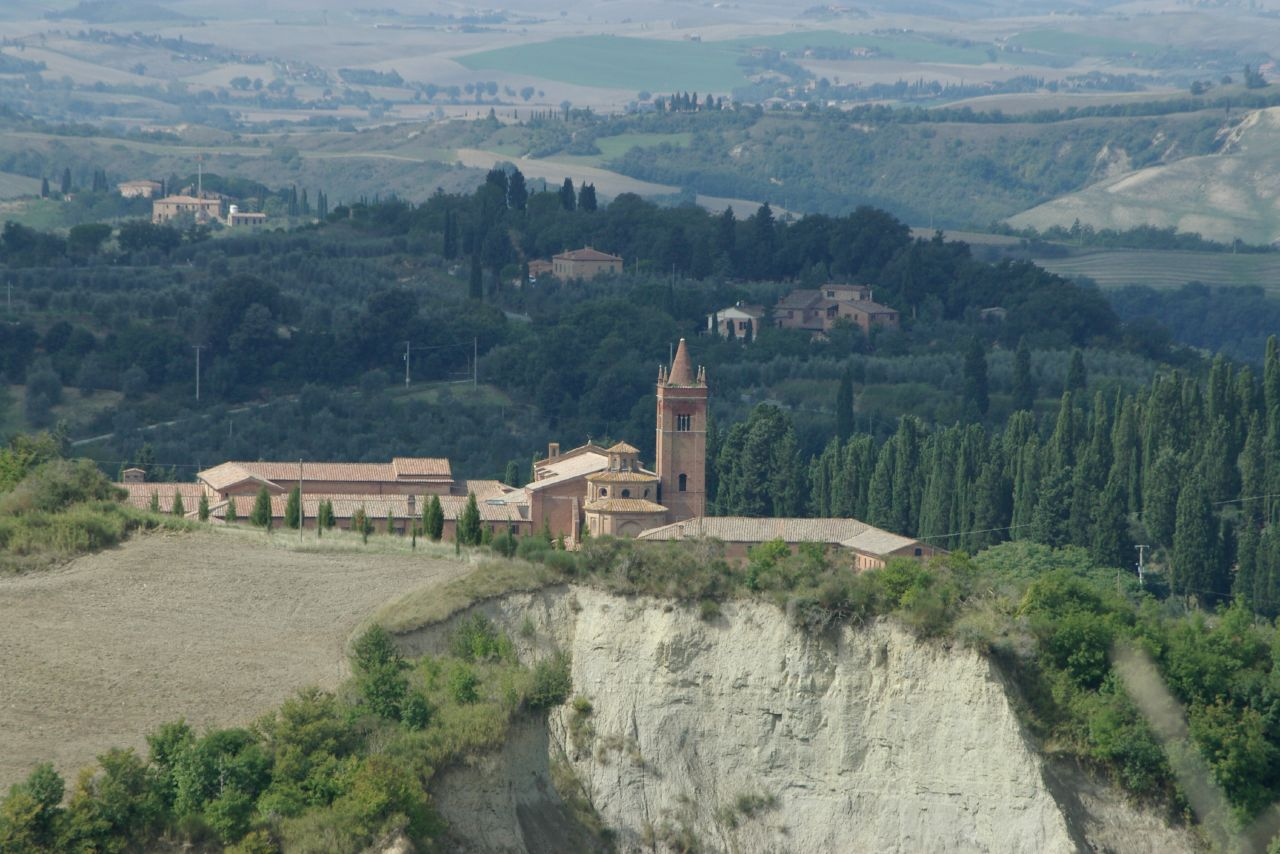
Klasztor na Monte Oliveto

Oliweci, Congregazione Benedettina di Santa Maria di Monte Oliveto (Kongregacja Najświętszej Marii z Monte Oliveto) – odłam benedyktynów, który rozwinął się z klasztoru na Monte Oliveto z inicjatywy św. Bernarda Tolomei, który otrzymał zezwolenie na jego założenie od biskupa Arezzo w 1319 roku.

## Organizacja
W odróżnieniu od tradycyjnych opactw benedyktyńskich, oliweci zorganizowali się z wyraźnym podkreśleniem wzajemnych powiązań: nowe klasztory zwały się po prostu loca (z łac. miejsce), nie miały własnego opata, lecz przeora. W 1450 istniało już 379 klasztorów oliwetańskich. Po ponownym rozkwicie w XIX wieku zakon oliwetów rozwinął się we Włoszech, Francji, Wielkiej Brytanii, Meksyku i Gwatemali.